# Khildebert l'Adoptat
Khildebert l'Adoptat (Adoptivus) (vers 650–vers 662), va ser fill del majordom de palau Grimoald i ascendí a rei d'Austràsia l'any 656. Apareix sovint com Khildebert III.

## Biografia
El poder dels majordoms (maior domus, cap de la casa) d'Austràsia augmentaren significativament el seu poder durant el regnat de Sigebert III, un rei orfe i menor d'edat durant la major part del seu regnat. Aquesta influència va quedar patent quan el majordom Grimoald va aconseguir que el seu fill Khildebert fos adoptat com a hereu per part del jove Sigebert.
Quan posteriorment Sigebert va tenir un fill propi, les relacions amb Grimoald es van enterbolir, però el majordom va conservar el seu poder. Quan Sigebert va morir el 656, Grimoald va capturar el seu fill Dagobert, li va tallar els cabells (símbol de la reialesa merovíngia) i el va fer exiliar a Irlanda per a poder proclamar rei d'Austràsia el seu fill Khildebert.
Un any després, el 657, Grimoald el Vell va ser capturat per Clodoveu II de Nèustria, que el va fer executar. Tot i que les fonts difereixen, aparentment va Khildebert va continuar governant a Austràsia uns anys fins que finalment Clodoveu el va deposar i executar, instaurant el seu fill Clotari III en el seu lloc.
Khildebert és considerat un usurpador i no es té en compte en la numeració dels reis dels francs. Per això no és conegut amb el numeral Khildebert III, que s'assigna al següent rei franc amb el mateix nom (Khildebert el Just, 695–711).